# Xi Telescopii
Xi Telescopii (ξ Tel / ξ Telescopii) é uma estrela variável na constelação de Telescopium.
Xi Telescopii é uma estrela gigante luminosa de classe M com magnitude aparente 4,939. Está a aproximadamente 1250 anos-luz da Terra.